# Epiphragma (Epiphragma) punctatissimum
Epiphragma (Epiphragma) punctatissimum is een tweevleugelige uit de familie steltmuggen (Limoniidae). De soort komt voor in het Neotropisch gebied.